# 曲江系
“曲江系”是指包括曲江文化产业区、大明宫遗址公园、西安楼观中国道文化展示区、法门寺文化景区的曲江管委会及其相关部门和公司，以及其他“曲江模式”所涵盖的空间。据媒体报道，西安兴教寺不久也将被“曲江系”打造成“第二法门小镇”列入其中。